# RX1E
 (mai 2016).
Si vous disposez d'ouvrages ou d'articles de référence ou si vous connaissez des sites web de qualité traitant du thème abordé ici, merci de compléter l'article en donnant les références utiles à sa vérifiabilité et en les liant à la section « Notes et références ».
Le RX1E est un avion électrique biplace chinois, certifié par les autorités locales. 
L'usage annoncé est la formation des pilotes, le tourisme et la photographie aérienne.

## Développement
L'appareil est développé par la Liaoning General Aviation Research Academy (LGAA) en collaboration avec la Shenyang Aerospace University (en).
Sa production en masse doit commencer en 2017.
Début 2015, le certificat de navigabilité de l'Administration de l'aviation civile de Chine (CAAC) a été donné.
Livrés à partir de juin 2015, quatre appareils sont en service à la fin de l'année. 20 appareils doivent être produits la première année, en 2016 ou 2017. 
En novembre 2017, 128 appareils sont commandés, pour un prix unitaire d’environ un million de yuans (140 000 euros).
Une version plus lourde, le RX1E-A, effectue son premier vol le 1er novembre 2017. Sa masse maximale au décollage est passée de 500 à 600 kg et son autonomie passe de 45 minutes à 2 heures, grâce à ses six modules de batteries rechargeables au lithium. Il dispose également d’un parachute intégré, une première sur un avion touristique léger en Chine.
D'après Zhao Lijie, vice-président de l'Académie de l'aviation générale du Liaoning, une nouvelle usine doit permettre de créer 100 avions annuellement avant 2020.

## Appareil
Il peut voler de 45 à 60 minutes à une vitesse maximale de 120 km/h.